# Jane Addams
Laura Jane Addams, född 6 september 1860 i Cedarville i Illinois, död 21 maj 1935 i Chicago, Illinois, var en banbrytande amerikansk filantrop, feminist och nobelpristagare. Addams betraktas ofta som en av det sociala arbetets mödrar. Hon är också den första amerikanska kvinna som mottog nobelpriset.

## Tidigt liv
Addams föddes i en välbärgad familj. Jane var näst yngsta av 9 barn, varav bara 3 andra levde till vuxenhet, i sin familj. Hennes mamma avled då Jane var bara 2 år gammal. Hennes far var en senator på Illinois senat och affärsman som bl.a. satte i styrelsen av en bank och två järnvägsföretag. Hennes pappa var kväkare, vilket ledde till liberalt kristen uppfostran i hemmet som betonade socialt arbete.
Trotts att det fanns alla mer högskoleutbildade kvinnor sedan 1870-talet, fanns det sällan arbete för sådana kvinnor. Pappan Addams lyckade att få Jane att stanna nära hemma och studera på Rockford Female Seminary (Addams pappa satt i seminariets styrelse). Addams utexaminerade år 1881 men då seminariet blev ett college nästa år, beviljades Addams en examen därifrån. Hennes pappa avled samma år, och Addams ärvde 50 000 $. Sorgen, Addams egna hälsoproblem och missnöje med sina studier inom medicin ledde till det att slöt sig från offentliga livet. Mellan 1883 och 1885 reste hon i Europa för att hitta sin uppkallelse. Under sin vistelse i Europa 1883 besåg hon Londons fattigkvarter och denna upplevelse blev avgörande för hennes följande verksamhet.

## Hull House
År öppnade Addams tillsammans med Ellen Gates Starr en av USA:s första socialcentrum den sk. Hull House i Chicago. Idén med huset var att de som gjorde socialarbete i huset också bodde där och inte bara finansierade verksamheten. Likadana hus fanns redan i London. Många av dem hade någon religiös anknytning men Hull House var sekulär. Huset erbjöd hjälp till stadens fattiga och där fanns 2000 besökare per vecka under sina rekordår. Verksamheten bestod av barngård, kvällsskola för vuxna, mathjälp, konstgalleri, café, idrottshall, klubb för flickorna, simhall, utbildning i musik, teatergrupp och bibliotek. Addams använde sitt arv för att finansiera Hull House.
I början av 1900-talet hade Hull House växt till en organisation av 13 olika byggnader. Det fanns 40 anställda och organisationen hjälpte omkring 9000 personer per vecka. Addams började också resa runtom landet och tala om fattighjälps allvarlighet.

## Som aktivist
Tack vare Hull Houses verksamhet började Addams också ta ställning i dem politiska frågor som gällde hennes sociala arbete. Hon skrev hundratals artiklar till olika tidningar som handlade att underlätta fattigdom, kämpa för kvinnornas rösträtt, förbjuda barnarbetskraft och arbeta för världsfred.
År 1893 lyckade Addams tillsammans med bl.a. Florence Kelley att lobba för att förbjuda barnarbetskraft i Illinois. Två år senare nominerades Addams som Chicagos avfallsinspektör då hon började lyfta fram stadens avfallsproblem. Avfallsinspektör var det första arbete där Addams blev betald.
Addams blev vänner med president Theodore Roosevelt som besökte Hull House flera gånger. Addams arbetade för Rooselvelts presidentvalskampanj år 1912 där hans kampanj fokuserade på bl.a. kvinnliga rösträtten. Addams var aktiv i det progressiva partiet och var med i att nominera Roosevelt som partiets kandidat.

### Medborgarorganisationer
Under sitt liv var Addams med i att grunda flera medborgarorganisationer. År 1910 blev hon en av NAACP:s grundade medlemmar. Tio år senare var hon med i att grunda ACLU. Addams var också en av grundarna till American Sociological Society (idag American Sociological Association).

### Som pacifist
Addams var emot USA:s deltagande i det första världskriget och blev kritiserad på grund av detta. Vid krigsutbrottet 1914 bildade hon Women's Peace Party, som tillsammans med andra fredsföreningar i USA och Europa särskilt inriktade sig på att få till stånd en neutral medlingskonferens. Efter första världskriget tillhörde Addams ledningen för det amerikanska hjälparbetet i de härjade länderna i såväl Centraleuropa som i framför allt Ryssland och var under 1920-talet en av de ledande krafterna i den internationella fredsrörelsen.

## Sista år och bortgång
Addams hälsa började försämras år 1935. Hon drabbades av flera hjärtattacker och äggstockscancer som opererades. Hon avled i Chicago den 21 maj 1935. Hon har jordfäst i Cedarville.

## Utmärkelser
Jane Addams delade 1931 års Nobels fredspris med Nicholas Murray Butler.
Kratern Addams på Venus är uppkallad efter henne.

## Skrifter
- Democracy and social ethics (1902)
- Child labor (1905)
- Newer ideals of peace (1907)
- The spirit of youth and the city streets: twenty years at Hull house (1910)
- The long road of women’s memory (1916)

## Galleri

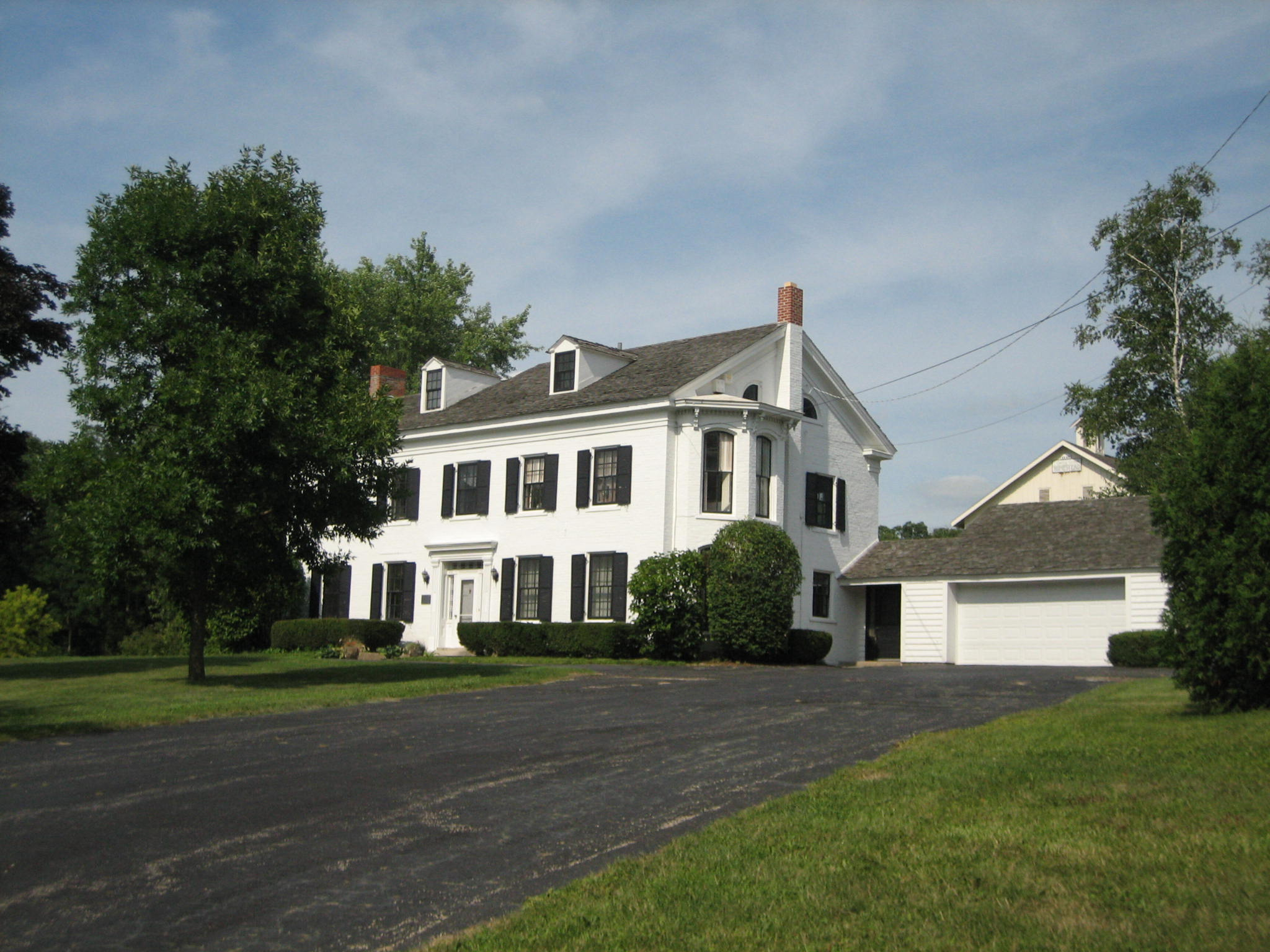
Jane Addams barndomshem